# Viaduc de Meudon
Initialement appelé le viaduc du Val-Fleury, le viaduc de Meudon ou pont Hélène se situe dans la Ville de Meudon dans les Hauts-de-Seine.
Il a été réalisé lors de la construction du chemin de fer reliant la gare de Paris-Montparnasse à la gare de Versailles-Chantiers. Il permet la traversée de la vallée du ru d'Arthelon séparant les collines de Meudon de celles de Clamart. Une arche du viaduc laisse passer la ligne des Invalides à Versailles-Rive-Gauche, ouverte sur cette section au début des années 1900, qui se dirige au sud vers la gare de Meudon-Val-Fleury et, au-delà, vers celle de Versailles-Château-Rive-Gauche.
Il s'agit d'un pont en pierre ou maçonné, d'une longueur totale de 142,7 mètres et comportant sept travées.
En 2010, il est le plus ancien viaduc ferroviaire encore en service en France,.

## Histoire

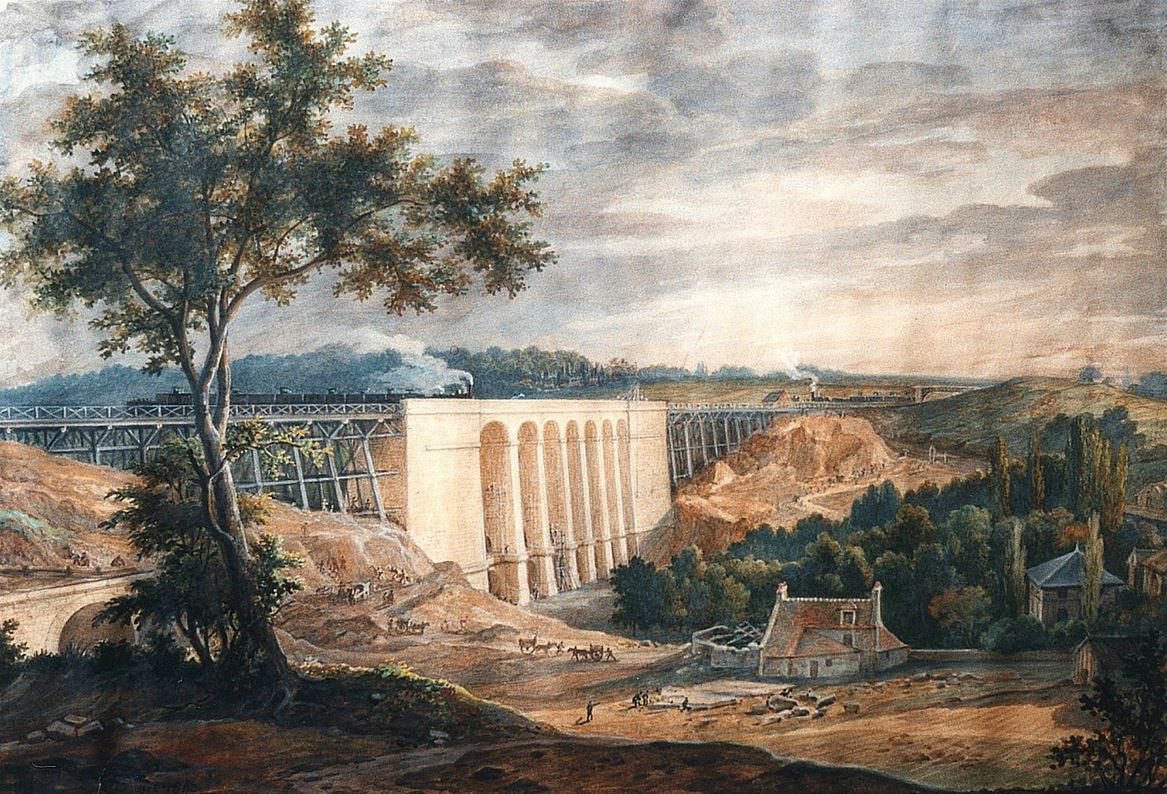
Viaduc du Val-Fleury (Meudon) en cours de construction (1840).

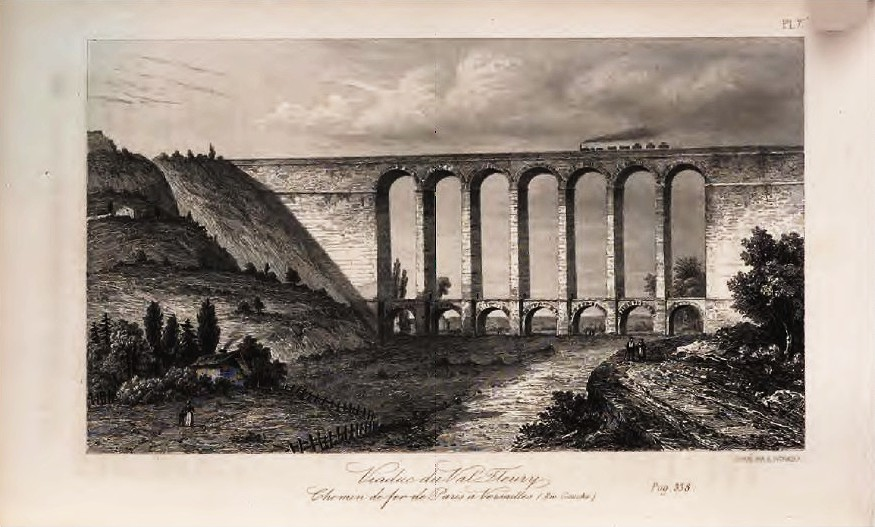
Viaduc de Meudon ouvert à la circulation (1840). On remarquera que dans ce dessin, les proportions ne sont pas les bonnes par rapport à la réalité.

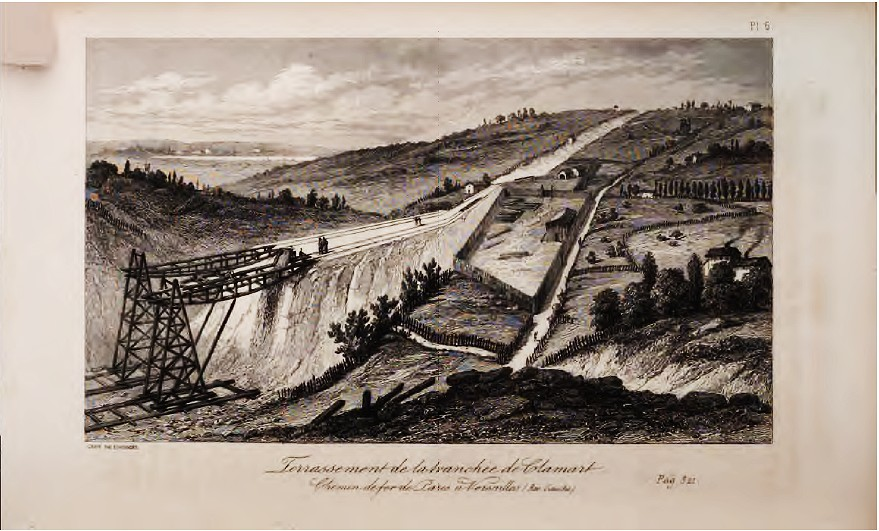
Non loin du Viaduc, tranchée de Clamart avec déblai - 1840.

### XIXesiècle
Après de nombreuses études, le projet conçu par le groupe Polonceau-Seguin est retenu avec pour ingénieur Antoine-Rémy Polonceau, pour architectes Marc Seguin et frères et pour inspecteur Payen,.
Il consiste à édifier un imposant viaduc permettant le franchissement de cet obstacle naturel. La première pierre est posée le 1er octobre 1838 par le duc d'Orléans. Le 9 septembre 1840, l'ouvrage ferroviaire est inauguré par Louis-Philippe Ier, roi des Français, qui goûte d'ailleurs peu le voyage en train. Il porte par la suite le nom de pont Hélène en l'honneur de la duchesse d'Orléans, Hélène de Mecklembourg-Schwerin, épouse de l'héritier Ferdinand-Philippe d'Orléans. Après de multiples péripéties en majeure partie dues à l'opposition de la population de Meudon, le chantier est achevé en septembre 1840. La ligne de chemin de fer peut dès lors être ouverte à la circulation : l'exploitation commerciale débute le 10 novembre 1840.

Dans Voyage pittoresque sur le chemin de fer de Paris à Versailles (Forgeante) : 

« Ce viaduc, aussi remarquable par la pureté de son architecture que pour l'étonnante grandeur de ses proportions, comprend 2 rangs à arcades superposées ; chaque rang est composé de 7 arches. Les arches inférieures présentent une ouverture de 7 m entre les culées et une hauteur sous clef également de 7 m. L'ouverture des arches supérieures est de 10 m et leur hauteur sous clef est de 20 m. Les piliers qui séparent ces derniers ont 3 m d'épaisseur. Le viaduc est terminé par des culées et présente une longueur totale de 142,70 m. La hauteur totale au-dessus du sol est de 36 m, mais l'élévation apparente est réduite à 31 m au moyen d'un remblai qui sert à niveler transversalement le vallon. La première pierre de ce magnifique monument, qui rappelle bien les grands aqueducs des Romains et auquel on donna le nom de pont Hélène, en l'honneur de la duchesse d'Orléans, fut posée, le Ier octobre 1838, en présence de MM. Auguste Léo, administrateur-général, directeur banquier ; Payen et Perdonnet, ingénieurs en chef ; Jacqueminot, lieutenant-général ; le marquis de Dreux Brézé, pair de France, Teste et Fould (Bénédict), députés ; Fould (Achille) et le baron de Mecklembourg, propriétaires ; Usquin (Baron Philippe-François-Didier Usquin), membre du conseil municipal de Versailles ; le comte Perthuis, capitaine d'état-major ; et Talabot, députés, tous membres du conseil d'administration de la société anonyme du chemin de fer de la rive gauche de Paris à Versailles. »

Les fondations du viaduc ont fait l'objet d'une attention particulière, puisqu'elles s'enfoncent entre 20 et 25 m sous terre jusqu'à la craie. Cet effort a beaucoup contribué au coût du projet.
L'arrivée du train à Meudon bouleverse la vie du village. Bellevue, loti vers 1824, connaît alors une rapide expansion. Le tracé de la ligne découle d'ailleurs en partie du souhait de desservir ce nouveau quartier. Il devient alors plus facile aux Parisiens, qui apprécient déjà les charmes du village, de venir en promenade le dimanche, voire de s'installer à Meudon.
C'est à quelques centaines de mètres du viaduc qu'eut lieu la catastrophe ferroviaire de Meudon du 8 mai 1842.

### XXesiècle

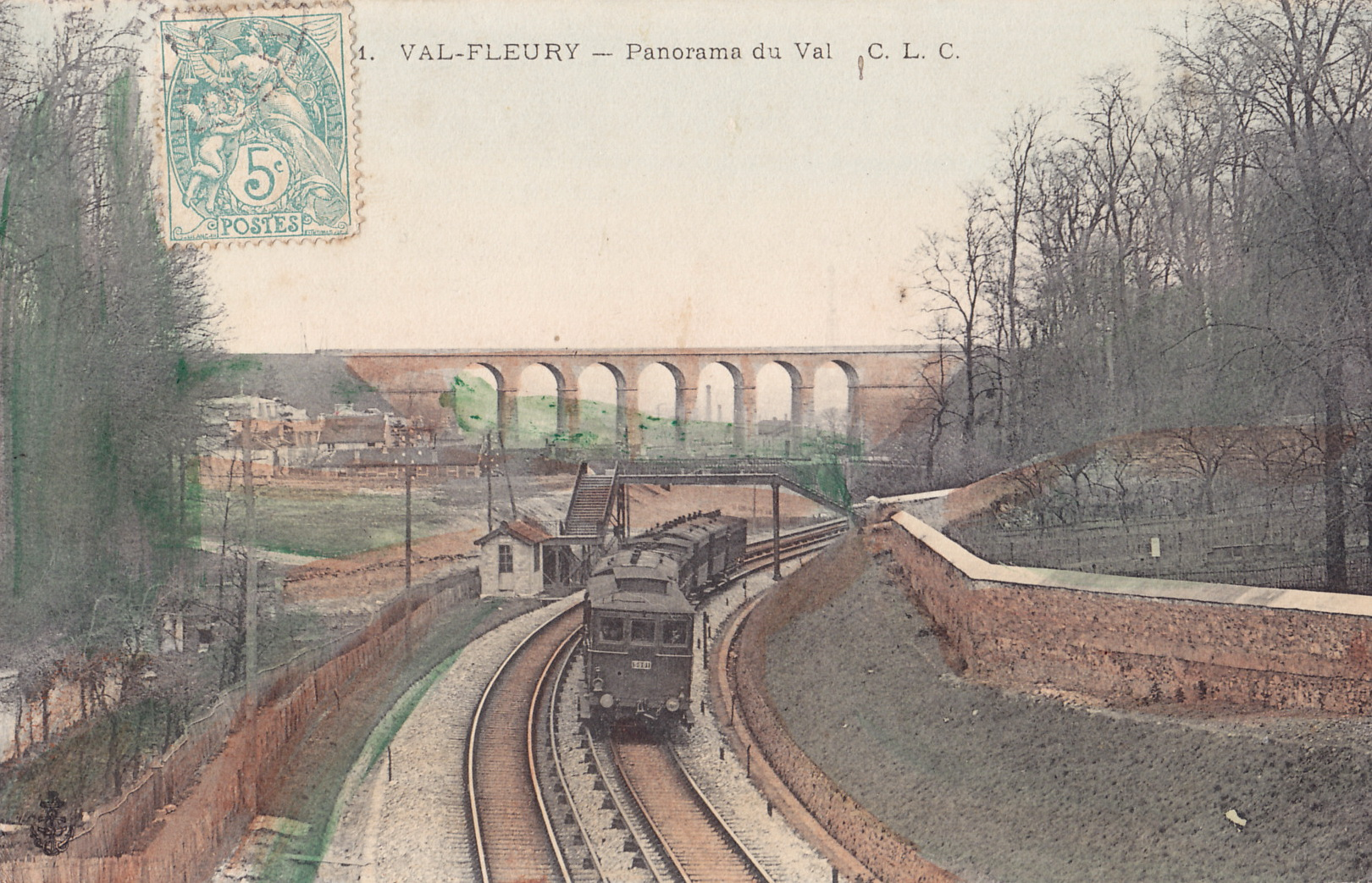
Vue du viaduc depuis la Ligne des Invalides à Versailles-Rive-Gauche au début du XX.

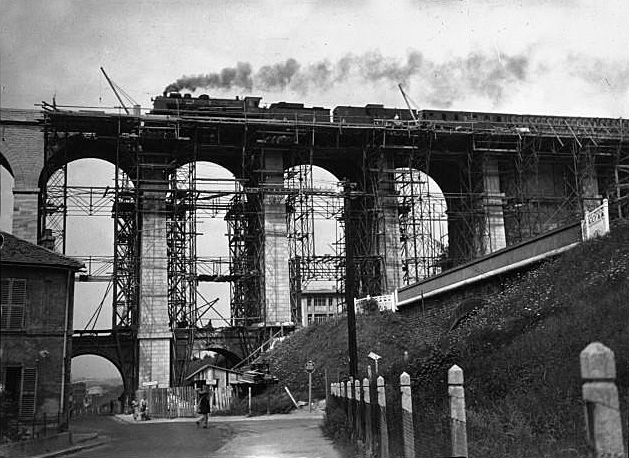
Transformations dans le cadre du plan Marquet (1935).

Près d'un siècle plus tard, en 1936, lors des opérations de doublement des voies de la ligne de chemin de fer, le viaduc subit une vaste opération de rajeunissement. Sa silhouette est légèrement modifiée par une reprise des culées et des piles pour permettre cet élargissement et un tablier en encorbellement est réalisé.

### XXIesiècle
À la demande de la municipalité de Meudon, souhaitant valoriser son patrimoine, la Communauté d'agglomération Arc de Seine a mis en lumière le pont Hélène.

## Galerie d'illustrations

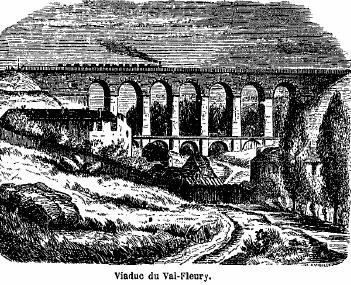
Viaduc de Meudon (Gravure XIXe siècle).
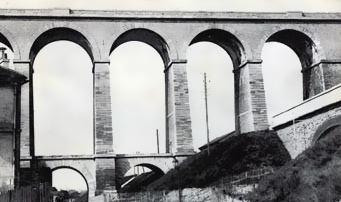
Viaduc de Meudon au début du XXe siècle (on distingue la ligne des Invalides à droite de l'image).
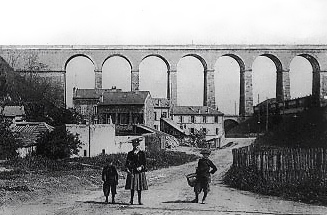
Viaduc de Meudon à la fin du XIXe siècle ou au début du XXe siècle.